# گروه سی‌تی‌ال
گروه سی‌تی‌ال (انگلیسی: CTLGroup) شرکت مهندسی آمریکایی است، که در سال ۱۹۱۶ تأسیس شد.